# Niels van der Steen
Niels van der Steen (Hoogland, 31 januari 1972) is een Nederlandse voormalig weg- en baanwielrenner. Die vanaf juni 1995 tot en met 1997 reed voor de Nederlandse wielerploeg TVM.
Van der Steen was in zijn jeugd jaren actief als veldrijder, zo won hij in 1990 het Nederlands kampioenschap veldrijden voor junioren. Datzelfde jaar behaalde hij een derde plaats op de Wereldkampioenschappen veldrijden
Van der Steen nam deel aan de Olympische Zomerspelen van 1992 waar hij samen met Gerben Broeren, Erik Cent en Servais Knaven een twaalfde plaats haalde op de ploegenachtervolging.

## Belangrijkste uitslagen

### Wegwielrennen
1990
Eindklassement Liège-La Gleize, junioren
1995
4e etappe Ronde van Normandië
Ronde van Limburg

#### Resultaten in voornaamste wedstrijden
| Jaar | Ronde van Italië | Ronde van Frankrijk | Ronde van Spanje |
| ---- | ---------------- | ------------------- | ---------------- |
| 1996 | buiten tijd      |                     |                  |

| Jaar | Amstel Gold Race |  | WK op de weg |
| ---- | ---------------- |  | ------------ |
| 1996 | 68e              |  | opgave       |

### Baanwielrennen
1992
12e Olympische Spelen, ploegenachtervolging

### Veldrijden
1989
 Nederlands kampioenschap veldrijden, junioren
1990
 Nederlands kampioenschap veldrijden, junioren
 Wereldkampioenschap veldrijden, junioren